# Guofu, Heilongjiang
Guofu (kinesiska: 国富, 国富镇) är en köpinghuvudort i Kina. Den ligger i provinsen Heilongjiang, i den nordöstra delen av landet, omkring 210 kilometer norr om provinshuvudstaden Harbin. Antalet invånare är 26 458. Befolkningen består av 13 181 kvinnor och 13 277 män. Barn under 15 år utgör 16,0 %, vuxna 15-64 år 78 %, och äldre över 65 år 5,0 %.
Runt Guofu är det ganska tätbefolkat, med 139 invånare per kvadratkilometer. Närmaste större samhälle är Shiquan, 17,2 km öster om Guofu. Trakten runt Guofu består till största delen av jordbruksmark.
Genomsnittlig årsnederbörd är 900 millimeter. Den regnigaste månaden är juli, med i genomsnitt 278 mm nederbörd, och den torraste är januari, med 6 mm nederbörd.